# درسميتن (حديبو)

تعديل مصدري - تعديل

درسميتن إحدى قرى مديرية حديبو التابعة لمحافظة سقطرى، بلغ تعداد سكانها 55 نسمة حسب تعداد اليمن لعام 2004.